# 山形県道35号真室川鮭川線
山形県道35号真室川鮭川線（やまがたけんどう35ごう まむろがわさけがわせん）は、山形県最上郡真室川町から最上郡鮭川村に至る県道（主要地方道）である。

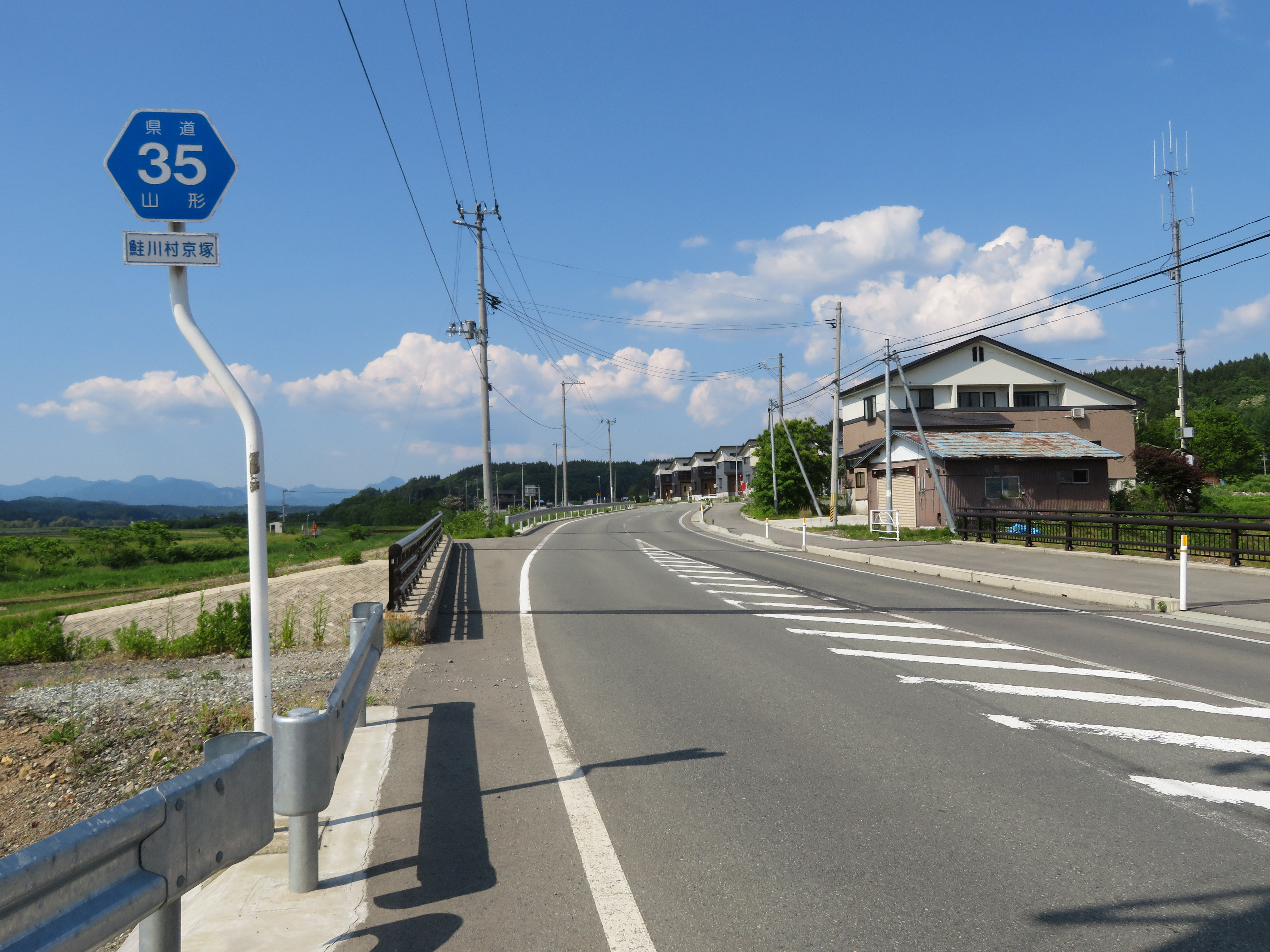
鮭川村京塚付近

## 概要
- 起点：最上郡真室川町及位（国道13号交点）
- 終点：最上郡鮭川村佐渡（国道458号・山形県道315号平田鮭川線交点）

## 歴史
- 1993年（平成5年）5月11日 - 建設省（現・国土交通省）から、県道真室川鮭川線が真室川鮭川線として主要地方道に再指定される[1]。
- 2021年（令和3年）12月4日 - （新）栗谷沢橋 (115 m) を含む、670 m区間が開通[2]。

## 路線状況

### 重複区間
- 山形県道58号新庄鮭川戸沢線（鮭川村石名坂 - 京塚）

### 橋梁
- 及位橋（真室川町、真室川）
- 八敷代（はっしきだい）橋（真室川町、八敷代川） - 旧道に架かっていた橋梁（幅員=4.5m、14tの重量制限、北緯38度57分42.6秒 東経140度17分09.0秒）は1953年（昭和28年）竣工と老朽化していたため、平成22年（2010年）度までに新道を整備して200m下流に新たに八敷代橋（幅員=11.0m、北緯38度57分37.1秒 東経140度17分16.9秒）を架けた[3][4]。2011年（平成23年）2月7日に旧八敷代橋は爆破により落橋解体された[5][6]。
- 栗谷沢橋（真室川町、真室川）
- 安久土橋（真室川町、金山川）

## 地理

### 通過する自治体
- 最上郡
  - 真室川町
  - 鮭川村

## 交差する道路
- 国道13号（国道344号重複）
- 山形県道192号釜淵中田線
- 山形県道322号砂子沢小又釜渕線
- 国道344号
- 山形県道319号赤坂真室川線
- 山形県道321号蟻喰羽前豊里停車場線
- 山形県道58号新庄鮭川戸沢線
- 山形県道308号曲川新庄線
- 国道458号
- 山形県道315号平田鮭川線

### 沿道の施設など
- 及位駅
- 東北中央自動車道真室川IC
- 大滝駅
- 釜淵駅
- 新真室川温泉
- 真室川駅
- 真室川町役場
- 羽前豊里駅
- 鮭川村役場